# Steve Priest
Stephen Norman Priest (Hayes (Hillingdon), 23 februari 1948 – Los Angeles 4 juni 2020) was een Britse rockmuzikant (zang, basgitaar, toetsen, harmonica) en songwriter. Hij werd bekend als de lead- en achtergrondzanger van de glamrockband The Sweet.

## Biografie
Priest werd geboren in Hayes, Middlesex. Hij maakte zijn eigen basgitaar en begon als jonge tiener in lokale bands te spelen, nadat hij werd beïnvloed door artiesten als Jet Harris van The Shadows, The Rolling Stones en The Who. In januari 1968 werd Priest uitgenodigd om een vierkoppige band te formeren met zanger Brian Connolly, drummer Mick Tucker en gitarist Frank Torpey, de band die The Sweet zou worden. Torpey werd in 1969 vervangen door Mick Stewart. Gitarist Andy Scott trad in augustus 1970 na het vertrek van Stewart toe en de klassieke bezetting was een feit. The Sweet was een band die veel ups en downs doormaakte. Het eerste succes van The Sweet begon in 1971, nadat de band samenwerkte met songwriters Nicky Chinn en Mike Chapman. The Sweet zou echter ook een aantal van hun hits zelf schrijven. Priest ondersteunde vaak direct de zang van Brian Connolly en nam de kenmerkende korte hoge zang voor zijn rekening, wat een sleutel was tot hun muzikale stijl in die tijd.
Nadat Brian Connolly begin 1979 The Sweet verliet, werd Priest de belangrijkste zanger. Dit duurde tot 1982, toen de oorspronkelijke Sweet werd ontbonden. Tegen die tijd was Priest van zijn eerste vrouw Pat gescheiden en naar New York verhuisd. Op 18 juni 1981 trouwde hij met zijn tweede vrouw Maureen O'Connor, die toen East Coast Director of Publicity and Artist Relations was voor Capitol Records/EMI Records in New York. Terwijl hij in New York was, formeerde hij de band The Allies met gitarist Marco Delmar en drummer Steve Missal. Succes bleef uit, hoewel hun compositie Talk To Me te horen was in de film Fast Food. Een verzoek van voormalig bandmaat Andy Scott in 1985 om The Sweet te hervormen, legde Priest naast zich neer. Kort daarna verhuisden Priest en zijn gezin naar Los Angeles. In deze periode keerde Priest grotendeels terug naar het huiselijke leven, maar maakte af en toe uitstapjes naar productie- en sessiewerk, evenals samenwerkingen met andere artiesten zoals David Arkenstone en toekomstige bandgenoot Stuart Smith.
Priest ging echter wel naar een demosessie in Los Angeles met de andere leden van de originele Sweet in 1988 met Mike Chapman als producent, om te zien of een studioalbum en herformatie mogelijk waren. Het gerucht ging dat de Amerikaanse platenmaatschappij MCA Records destijds geïnteresseerd was. De bandleden konden echter niet tot overeenstemming komen en het project mislukte. Ondanks de moeilijkheden van de late jaren 1970, zette Priest zijn vriendschap voort met de voormalige Sweet-zanger Connolly, die toen een slechte gezondheid had. In 1994 publiceerde Priest zijn autobiografie Are you ready Steve? ...Andy? ...Mick? ...Alright fellas, let's gooooo!. In 2006 bracht hij een cd uit met de titel Priest's Precious Poems. In januari 2008 vormde Priest een nieuwe versie van The Sweet, niet gerelateerd aan Andy Scott's versie van de band. Deze nieuwe band speelde voornamelijk op festivals en locaties in de Verenigde Staten en Canada. Begin 2009 bracht de band een live-cd uit, opgenomen in augustus 2008 in het Morongo Casino in Cabazon, Californië.

## Privéleven en overlijden
Priest woonde later met zijn vrouw Maureen en dochters Danielle en Margaret in La Cañada Flintridge, Californië. Hij overleed op 4 juni 2020 en wordt overleefd door zijn vrouw Maureen, drie dochters, Lisa, Danielle en Maggie, en drie kleinkinderen, Jordan, Jade en Hazel. Hij is begraven in de  Forest Lawn Memorial Park.
- Biblioteca Nacional de España: XX1638578
- Bibliothèque nationale de France: cb13808547x (data)
- Gemeinsame Normdatei: 120906832X
- International Standard Name Identifier: 0000 0001 1805 8049
- MusicBrainz: e44b898d-f218-4e35-aba7-fbc8e548f236
- Virtual International Authority File: 169002483
- WorldCat: E39PBJkp733P6vFycCKx4hmTpP